# Gowainghat
Gowainghat är ett underdistrikt i Bangladesh. Det ligger i den nordöstra delen av landet, 220 km nordost om huvudstaden Dhaka.
Trakten runt Gowainghat består till största delen av jordbruksmark. Runt Gowainghat är det tätbefolkat, med 343 invånare per kvadratkilometer.